# Argo (distrito)
Argo é um dos 28 distritos da província do Badaquistão no Afeganistão.
O distrito foi criado em 2005 a partir do distrito de Feizabade. O distrito tem uma população de aproximadamente 44.500 pessoas.

Em 2 de maio de 2014, ocorreram dois deslizamentos de terra no distrito que ocorreram na encosta de uma montanha, afetando as aldeias de Aab Barik ou Hargu.